# Прозенхима
Прозенхи́ма (от др.-греч. pros — «возле» и enchyma — «налитое, наполняющее»; здесь — «ткань») — растительная ткань, состоящая из вытянутых (длина во много раз превышает ширину) и часто заострённых на концах клеток, различных по происхождению и функциям. Если же клетки не заострены, то такая ткань называется паренхимой.
Между прозенхимой и паренхимой имеются переходы; ими могут служить, например, колленхима и лопастные ветвистые клетки мезофилла в листьях канны и других растений.